# Euphorbia stenoclada
Espèce
Classification phylogénétique
Statut de conservation UICN

 LC  : Préoccupation mineure
 Révision de 2004 
Statut CITES
Euphorbia stenoclada (en malgache Samanta) est une espèce de plantes à fleurs de la famille des Euphorbiaceae. C'est une euphorbe arborescente endémique de Madagascar et de quelques îlots du canal du Mozambique (l'île Europa, l'île Juan de Nova).

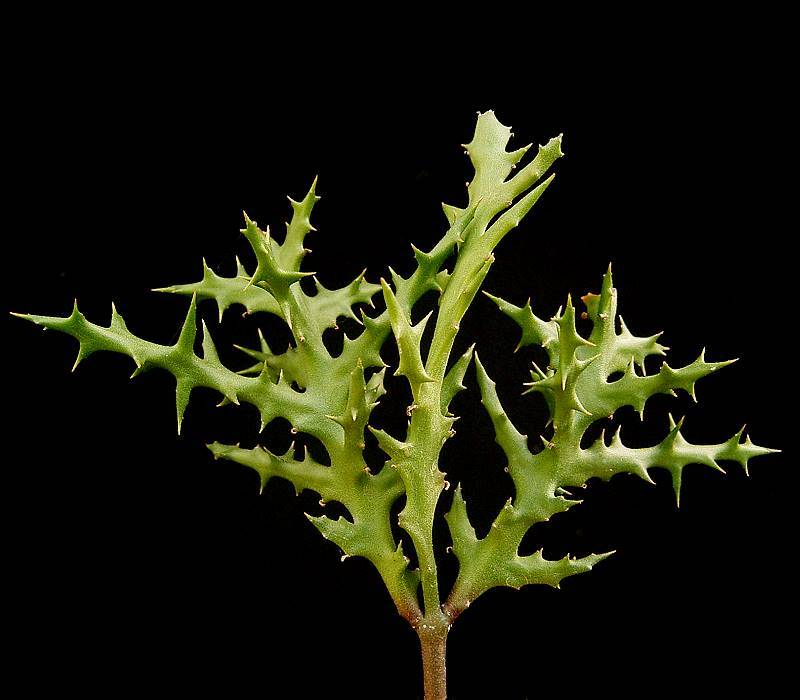
Détail des rameaux sur un jeune plant de deux ans.

Cette espèce peut atteindre quatre à cinq mètres de hauteur. C'est une plante entièrement dépourvue de feuilles. Les jeunes rameaux, charnus et légèrement aplatis, demeurent chlorophylliens pendant plusieurs années et assurent la photosynthèse à la place des feuilles. Ces rameaux qui se terminent en pointes épineuses, sont recouverts d'un enduit cireux qui leur confère une couleur bleutée.
Un extrait de cette plante est utilisé à Madagascar en phytothérapie traditionnelle pour le traitement de certaines affections respiratoires (asthme et bronchite aiguë). Cet extrait a in vitro la capacité de bloquer la prolifération induite par l'interleukine 1-bêta sur le tissu musculaire lisse des voies respiratoires humaines, ce qui pourrait indirectement expliquer son utilisation dans le traitement de l'asthme. Son efficacité reste toutefois à démontrer.
Euphorbia stenoclada est parfois planté en ornement dans les régions tropicales, notamment à la Réunion.

## Sous-espèces
Deux sous-espèces sont considérées chez Euphorbia stenoclada :
- Euphorbia stenoclada ssp. stenoclada
- Euphorbia stenoclada ssp. ambatofinandranae

La première correspond à la forme classique générale, elle est assez commune dans le sud-ouest de Madagascar. La seconde possède une aire assez restreinte sur les hauts plateaux entre Antsirabe et Fianarantsoa, près de la localité d'Ambatofinandrahana ; elle est considérée en danger critique d'extinction par l'UICN .